# Bactrododema pectinicornis
Bactrododema pectinicornis är en insektsart som först beskrevs av Ludwig Redtenbacher 1908.  Bactrododema pectinicornis ingår i släktet Bactrododema och familjen Diapheromeridae. Inga underarter finns listade.